# Hydraena schmidi
Hydraena schmidi är en skalbaggsart som beskrevs av Manfred A. Jäch och Díaz 2001. Hydraena schmidi ingår i släktet Hydraena och familjen vattenbrynsbaggar. Inga underarter finns listade i Catalogue of Life.